# ケンゾー
ケンゾー (KENZO)は、デザイナー高田賢三 (Kenzo Takada)が設立したファッションブランドである。仏パリ1区サントノレ通り北側ヴィクトワール広場界隈に本店がある。

## 来歴
- 1970年: 高田賢三がパリのギャルリ・ヴィヴィエンヌにブティック「ジャングル・ジャップ」をオープンし初コレクションを発表。色鮮やかな花柄×花柄の大胆な組合せ、日本の平面作図から生み出されたゆったりとしたシルエット、安価なコットンを多用したカジュアルなコレクションはパリ・モード界に大きな衝撃を与える。その後も独特の色彩感覚で柄物をミックスし、日本だけでなく、中国、インド、中央アジアなどからインスピレーションを得たフォークロアなデザインを発表。

- 1983年: KENZO HOMME コレクションを発表。
- 1986年: KENZO JUNGLE, KENZO JEANS をスタート。
- 1987年: KENZO ENFANT(子供服)をスタート、香水「Kenzo de Kenzo」を発表。
- 1992年: KENZO MAISON(ホームプロダクト)をスタート。
- 1993年: フランスの企業グループ、モエ・ヘネシー・ルイ・ヴィトン「LVMH」の傘下に入る。
- 1999年: 2000年春夏コレクションを最後に「しばらく休んだら、また新しいことをやりたい」そう言って高田賢三はブランドを退き、ジル・ロズィエをレディス、ロイ・クレイバーグをメンズのクリエイティヴ・ディレクターに迎え2000年秋冬コレクションより新生KENZOをスタート。
- 2004年: 秋冬コレクションよりアントニオ・マラスをレディス・ラインのアーティスティック・ディレクターに迎える。
- 2012年: 春夏コレクションより元オープニングセレモニーのウンベルト・リオンとキャロル・リムがクリエイティブディレクターに就任。
- 2020年: 秋冬コレクションよりフェリペ・オリヴェイラ・バティスタがクリエイティブディレクターに就任。
- 2022年: 秋冬コレクションよりNIGOがクリエイティブディレクターに就任。

## 現クリエイティブディレクター
- NIGO

## ブランドコンセプト
対極にあるものが見せるコントラストがインスピレーションの源であるケンゾーは、様々に異なった素材、色、文化を融合し、まったく違った世界観を表現する。ブランドのアイデンティティとなるものは「色」、「旅」、そして「自然」。
3つのアイデンティティから引き出されるキーワード:「色」から温かさや装う楽しさ、「旅」から開放感、ミックス・カルチャーやエキゾチズム、そして「自然」は穏やかなやすらぎ、調和やエネルギー。これらをケンゾーの手法であるコラージュで表現。親しみやすいデザインは多様性と遊び心をもって提案されている。

## 異業種とのコラボレーション
- ルノー
  - かつて欧州では、小型車、トゥインゴの特別仕様車が発売されたことがある。
- プジョー (日本法人)
  - KENZO青山店 (東京・南青山) で307CCとコラボレートしたファッションショーを開催したことがある。
- スタッド・フランセ